# Gluvia dorsalis
La araña camello ibérica o araña camello europea (Gluvia dorsalis) es una especie de arácnido  del orden Solifugae ("arañas camello") de la familia Daesiidae. Se los puede encontrar en zonas áridas de la península ibérica (España y Portugal).

## Características
Su cuerpo miden unos 3 cm de longitud. Son de color rojizo con el abdomen más oscuro y poseen cuatro pares de patas y dos pedipalpos muy desarrollados; sus quelíceros son también muy grandes, de tipo tijera. Tienen un par de ojos simples dorsales.

## Historia natural
Gluvia dorsalis se encuentra en las tierras bajas de toda la península ibérica, prefiriendo hábitats abiertos, como praderas o similares, con poca lluvia de verano. La especie es activa en la superficie desde mayo hasta principios de noviembre. Es un depredador nocturno, alimentándose principalmente de hormigas y arañas. Sin embargo, bajo condiciones de laboratorio, los especímenes capturan y consumen una variedad de artrópodos. G. dorsalis parece esconderse en las madrigueras subterráneas sólo cuando muda, hiberna o pone huevos. La reproducción se produce a principios del verano, y las hembras usualmente producen un único paquete de huevos que contiene, en promedio, 84 huevos, y muere poco después. G. dorsalis es una especie bienal (vive 2 años).